# Phòng tuyến Mannerheim
Phòng tuyến Mannerheim (tiếng Phần Lan: Mannerheim-linja) là một tuyến phòng thủ công sự trên eo Karelia do Phần Lan gầy dựng để chống lại Liên bang Xô viết. Trong Chiến tranh Liên Xô-Phần Lan, nó được gọi là Phòng tuyến Mannerheim, theo tên Thống chế Nam tước Carl Gustaf Emil Mannerheim. Phòng tuyến được xây dựng trong 2 giai đoạn: 1920–1924 và 1932–1939. Tháng 11 năm 1939, khi Chiến tranh Liên Xô-Phần Lan bùng nổ, phòng tuyến vẫn chưa được hoàn thiện.
Tháng 12 năm 1939, cuộc tấn công ban đầu của Hồng quân Liên Xô vào phòng tuyến Mannerheim đã thất bại. Nhưng giữa tháng 2 năm 1940, Nguyên soái Liên Xô Semyon Konstantinovich Timoshenko đã tổ chức cuộc tiến công được chuẩn bị tốt nhằm vào phòng tuyến này, kết thúc với sự thất thủ của phòng tuyến và quân Phần Lan bị đẩy lui trên một mặt trận rộng lớn.